# Parafia Miłosierdzia Bożego w Oławie
Parafia Miłosierdzia Bożego w Oławie znajduje się w dekanacie Oława w archidiecezji wrocławskiej. Pierwszym proboszczem i budowniczym kościoła był ks. Stanisław Bijak (1988–2020). Od 2021  proboszczem jest ks. Zbigniew Kowal. Parafia obsługiwana jest przez kapłanów archidiecezjalnych. Erygowana w 1988. Mieści się przy ulicy Zacisznej.

## Wspólnoty i Ruchy
Przy parafii swoją działalność prowadzą: Żywy Różaniec, Straż Honorowa, Czciciele Miłosierdzia Bożego, Czciciele Matki Bożej Fatimskiej, Modlitewna Grupa Młodzieżowa Taize, Eucharystyczny Ruch Młodych, Lektorzy, Ministranci, Domowy Kościół.